# Гмюнд
Гмюнд (на немски: Gmünd in Kärnten, пълно име Гмюнд ин Кернтен) е град в Южна Австрия. Разположен е около мястото на вливането на реките Малта и Лизер в окръг Шпитал ан дер Драу на провинция Каринтия. Надморска височина 749 m. Отстои на около 75 km северозападно от провинциалния център град Клагенфурт. Население 2632 жители към 1 април 2009 г.

## Побратимени градове
- Оснабрюк, Германия от 1971 г.